# 蔡惟亨
蔡惟亨（1536年—？），字永嘉，號与偕，直隸常州府無錫縣人，民籍，明朝政治人物。

## 生平
萬曆元年（1573年）癸酉科應天府鄉試第七名，萬曆二年（1574年）聯捷甲戌科會試第一百十名，登二甲第四十八名進士。授户部主事，管理九江鈔關，八年十月南京給事中王蔚弹劾其贪污，被革职为民。

## 家族
曾祖蔡榮；祖父蔡公繼；父蔡朝臣。母周氏；繼母于氏。具慶下。